# Ferdi Lehder
Ferdinand Lehder (* 31. Oktober 1913 in Neu-Isenburg; † unbekannt) war ein deutscher Rennfahrer.

## Karriere

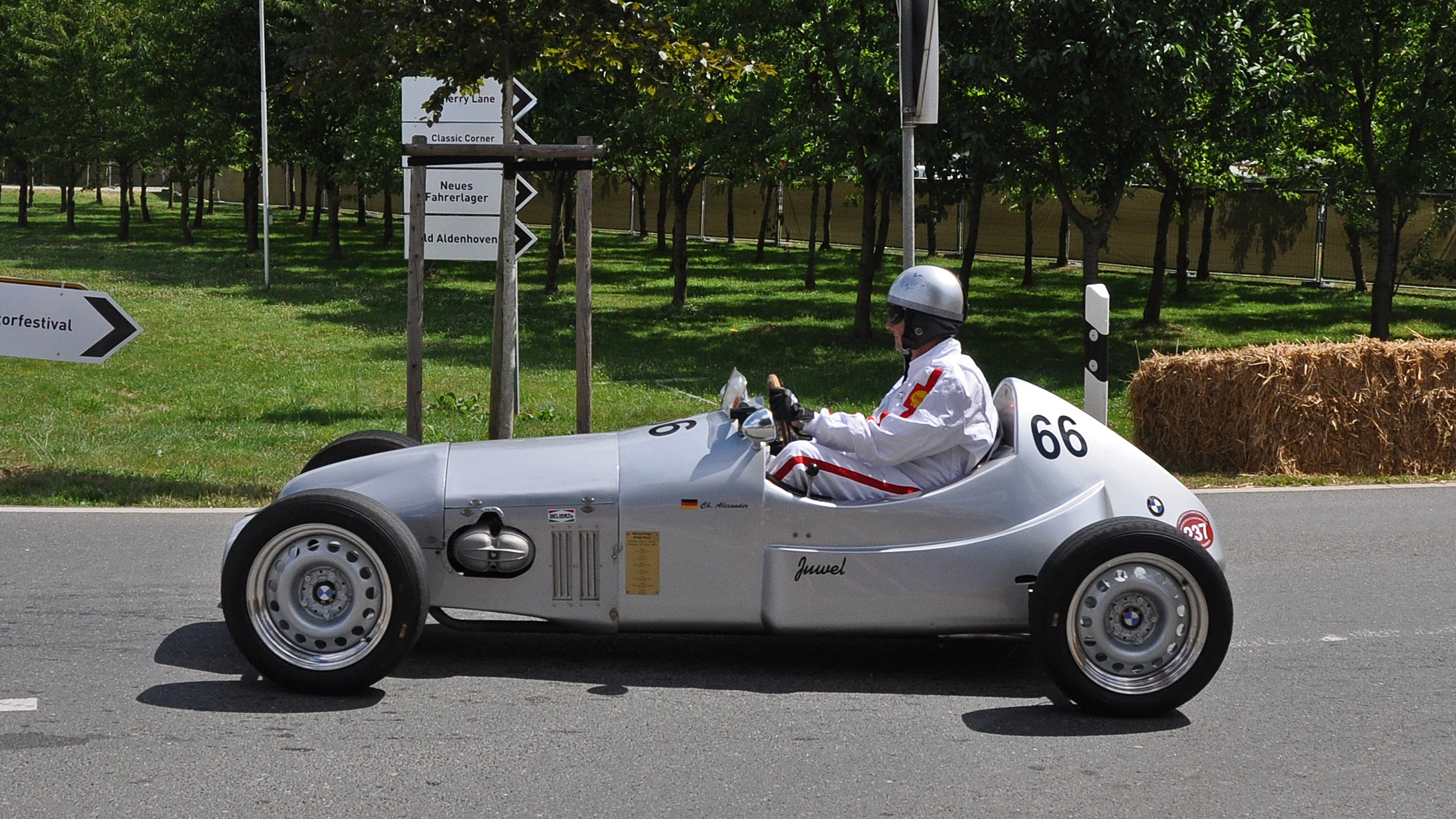
LTE Juwel Formel 3

Lehder war nach dem Krieg technischer Kaufmann bei Opel in Frankfurt. 1948 baute er zusammen mit Tarnow/Eckhardt zwei Kleinstrennwagen der damaligen Formel 3, den LTE-Juwel mit einem BMW-Boxermotor, mit dem er am Grenzlandring gut abschnitt. 1949 folgten zwei LTE-Brilliant mit einem BMW Heckmotor von 500 cm³ bzw. 750 cm³
Lehder wurde 1949 Zweiter in der deutschen Formel 3 und Dritter in derselben Rennklasse 1950. 1951 errang er mit einem Fahrzeug, das er zusammen mit Georg von Opel entwickelte vier Weltrekorde bis 500 cm², zwei weitere mit einem 350 cm³-Motor. Für das 500 cm³ Fahrzeug kam ein NSU-Kompressor-Motor zum Einsatz. Das Fahrzeug blieb erhalten.